# Gare d'Ugo-Honjō
La gare d'Ugo-Honjō (羽後本荘駅, Ugo-Honjō-eki) est une gare ferroviaire de la ville de Yurihonjō, dans la préfecture d'Akita, au Japon. Elle est gérée par les compagnies JR East et Yuri Kōgen Railway.

## Situation ferroviaire
La gare est située au point kilométrique (PK) 228,3 de la ligne principale Uetsu. Elle marque le début de la ligne Chōkai Sanroku.

## Histoire
La gare a été inaugurée le 30 juin 1922.

## Service des voyageurs

### Accueil
La gare dispose d'un bâtiment voyageurs, avec guichets, ouvert tous les jours.

### Desserte

#### JR East
- Ligne principale Uetsu :
  - voies 1 et 3 : direction Akita
  - voies 2 et 3 : direction Sakata et Niigata

#### Yuri Kōgen Railway
- Ligne Chōkai Sanroku:
  - voie 4 : direction Yashima